# Lytta clematidis
Lytta clematidis is een keversoort uit de familie van oliekevers (Meloidae). De wetenschappelijke naam van de soort is voor het eerst geldig gepubliceerd in 1782 door Pallas.